# Medalla de Honor de la Red Vives de Universidades

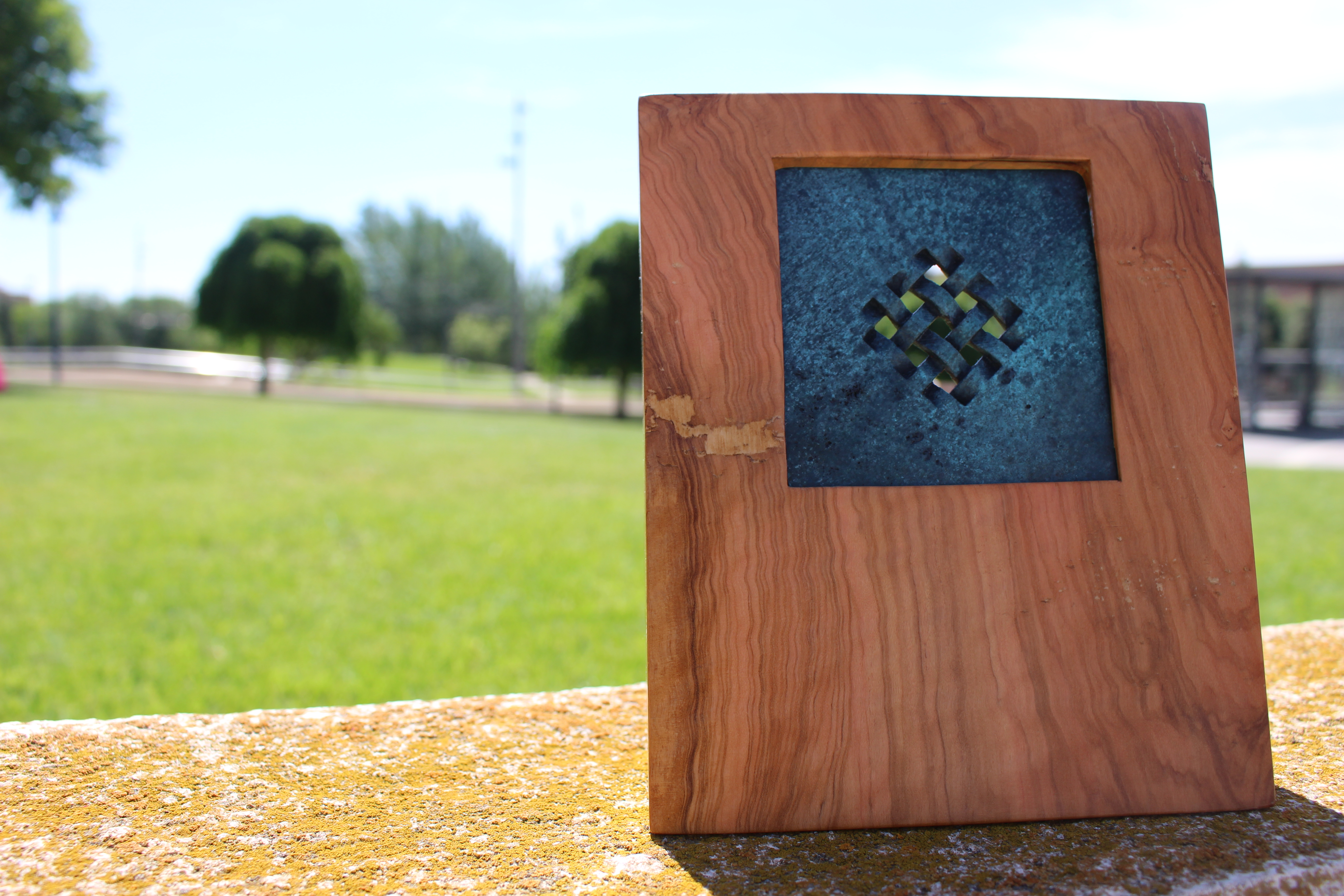
Medalla de Honor de la Red Vives

La Medalla de Honor de la Red Vives es la máxima distinción que otorgan conjuntamente las 22 universidades de la Red Vives de Universidades, en reconocimiento a la trayectoria profesional y el compromiso hacia la ciencia y la cultura que, desde diferentes ámbitos y disciplinas, han desarrollado las personas homenajeadas.

## Lista de personas galardonadas
- 2021 - Carles Solà Ferrando. Ingeniero químico.
- 2021 - Joan Prat i Carós. Antropólogo.
- 2020 – Joan Viñas i Salas. Médico y cirujano
- 2020 – Anna Lluch i Hernández. Científica y investigadora
- 2019 – Carme Pinós i Desplat. Arquitecta
- 2019 – Carmen Carretero Romay. Catedrática de Tecnología de los Alimentos
- 2018 – Josep Massot i Muntaner. Filólogo, editor e historiador
- 2018 – Manuel Lladonosa i Vall-Llebrera. Historiador e impulsor de los estudios universitarios en Lérida[1]
- 2017 – Daniel Bastida. Impulsor de los estudios superiores en el Principado de Andorra
- 2017 – Anthony Bonner. Traductor
- 2016 – Josefina Castellví. Oceanógrafa[2]
- 2016 – Raimon. Cantautor
- 2016 – Isabel-Clara Simó. Escritora
- 2015 – Antoni Miró. Pintor
- 2015 – Pilar Bayer Isant. Catedrática de álgebra de la Universidad de Barcelona
- 2014 – Hermano Colón Domènech. Filólogo
- 2013 – Joan Veny Clar. Lingüista
- 2013 – Montserrat Casas. Física y rectora de la Universidad de las Islas Baleares (2007-2013)
- 2012 – Eliseu Climent i Corberà. Editor y promotor cultural
- 2012 – Maria Antònia Canals. Profesora de Matemáticas e impulsora de la renovación pedagógica
- 2005 – Joan Francesc Mira i Casterà. Escritor, antropólogo, traductor y profesor
- 2001 – Antoni Caparrós i Benedicto. Psicólogo, expresidente de la Red Vives y rector de la Universidad de Barcelona (1994-2001)
- 1999 – Miquel Batllori i Munné. Teólogo e historiador
- 1999 – Miquel Martí i Pol. Poeta
- 1998 – Joan Coromines i Vigneaux. Lingüista
- 1996 – Pierre Vilar. Historiador
- 1995 – Miquel Tarradell. Arqueólogo
- 1995 – Miquel Dolç i Dolç. Filólogo